# Polypedilum limnophilum
Polypedilum limnophilum är en tvåvingeart som beskrevs av Jean-Jacques Kieffer 1920. Polypedilum limnophilum ingår i släktet Polypedilum och familjen fjädermyggor. Inga underarter finns listade i Catalogue of Life.